# HK Hentai Kamen
HK Hentai Kamen è un film del 2013, diretto da Yūichi Fukuda ed adattamento live action della serie Kyūkyoku!! Hentai Kamen manga ideata da Keishu Ando.

## Trama
Quando il detective Shikijo fa irruzione in un dungeon, la disinibita mistress gli tiene testa e lo seduce con pratiche BDSM. I due finiscono per innamorarsi e dalla loro unione nasce Kyosuke.
Il diciassettenne Kyosuke Shikijo è un ragazzo goffo e timido verso le ragazze, incapace, inoltre, di sopportare le ingiustizie al punto da intromettersi spesso nelle risse causate da teppisti e bulli, con i quali il ragazzo finisce sempre per avere la peggio.
Quando in classe gli viene presentata Aiko, la nuova arrivata, Kyosuke subito se ne innamora. Lo stesso giorno, mentre si rimprovera di non averla invitata a cena, scopre che un gruppo di rapinatori si è barricato in una banca con alcuni ostaggi, fra cui la sua compagna Aiko.
Incapace di aspettare l'intervento della polizia, Kyosuke si intrufola nell'edificio e messo KO un membro della banda, ne indossa i vestiti per cogliere di sorpresa i malviventi rimasti con gli ostaggi, tuttavia nella confusione scambia la maschera del rapinatore con un paio di mutande lì a terra e nel momento in cui accoglie sul viso l'indumento femminile il ragazzo libera tutto il suo potenziale nascosto ed acquista dei superpoteri.
Salvata Aiko e consegnati i criminali alla giustizia, un nuovo eroe è nato: Hentai Kamen.
Nonostante gli ideali di giustizia che muovono il "pervertito mascherato", vi sono persone a lui ostili, come Tamao Ogane, capo del club di karate dell'istituto di Kyosuke ed Aiko, desideroso di abbattere la scuola per dissotterrare il tesoro che vi è sepolto. Tamao, incapace di sconfiggere Hentai Kamen in uno scontro frontale, gli manda contro una lunga serie di sicari mascherati, che vengono sconfitti uno dopo l'altro.
L'ultimo avversario dell'eroe pervertito risulta infine essere lo stesso insegnante di matematica dell'istituto, il professor Towatari, che, pur di screditare Hentai kamen, ne aveva assunto l'identità per rovinare la sua immagine pubblica.
Sconfitto anche Towatari, a Kyosuke non rimane che affrontare Tamao e il suo pericoloso robottone mecha. Per debellare tale calamità, il ragazzo chiede ad Aiko di poter indossare le sue mutandine ed ella, imbarazzata, accetta. Liberato così tutto il suo potenziale, Hentai Kamen sconfigge Tamao e le sue mire distruttive.

## Riconoscimenti
- Best Asian Feature
- Fantasia Film Festival 2013
  - Guru Prize For Most Energetic Film